# داربادام (مقاطعة غيلانغرب)
داربادام (بالفارسية: داربادام) هي قرية تقع في كرمانشاه في إيران. يقدر عدد سكانها بـ 215 نسمة بحسب إحصاء 2016.